# Moussey (Vosgi)
Moussey è un comune francese di 692 abitanti situato nel dipartimento dei Vosgi nella regione del Grand Est.

## Società

### Evoluzione demografica
Abitanti censiti